# Brachymeles elerae
Brachymeles elerae — вид сцинкоподібних ящірок родини сцинкових (Scincidae). Ендемік Філіппін.

## Поширення і екологія
Brachymeles elerae відомі з кількох місцевостей, розташованих в горах Лусону. Вони живуть в первинних і вторинних соснових і діптерокарпових лісах та в хмарних лісах. Зустрічаються на висоті від 500 до 1250 м над рівнем моря.